# Dompcevrin
Dompcevrin település Franciaországban, Meuse megyében. Lakosainak száma 369 fő (2022. január 1.). Dompcevrin Bannoncourt, Fresnes-au-Mont, Lahaymeix, Maizey és Les Paroches községekkel határos.

## Népesség
A település népességének változása:
| Lakosok száma | 381  | 387  | 380  | 372  | 318  | 318  | 309  | 338  | 353  | 369  |
|               | 1968 | 1982 | 1990 | 2006 | 2013 | 2015 | 2017 | 2019 | 2020 | 2022 |